# 馬西島
75°59′N 102°58′W / 75.983°N 102.967°W
馬西島是加拿大的島嶼，位於北冰洋海域，由努納武特的基吉柯塔魯克地區負責管轄，長47公里、寬34公里，面積432平方公里，島上無人居住。

## 外部連結
- Sea islands: Atlas of Canada; Natural Resources Canada （页面存档备份，存于）